# Ambassade du Tadjikistan en France
L'ambassade du Tadjikistan en France est la représentation diplomatique de la république du Tadjikistan auprès de la République française. Elle est située 42 avenue Montaigne dans le 8e arrondissement de Paris, la capitale du pays. Son ambassadeur est Ubaidullo Jamoliddin Mahmadsaid depuis 2018.

## Histoire
L'ambassade était précédemment installée 14 avenue d'Eylau.

## Liste des ambassadeurs
| Date de nomination | Date de nomination | Date de remise des lettres de créance | Date de remise des lettres de créance | Diplomate                       |
| ------------------ | ------------------ | ------------------------------------- | ------------------------------------- | ------------------------------- |
| ?                  |                    | 1er avril 2003                        | [ JORF 1 ]                            | Charif Makhsoumovitch Rakhimov  |
| ?                  |                    | 15 novembre 2013                      | [ JORF 2 ]                            | Homidjon Temurovich Nazarov     |
| ?                  |                    | 31 août 2018                          | [ JORF 3 ]                            | Ubaidullo Jamoliddin Mahmadsaid |